# 布爾基夫卡 (涅任區)
51°6′57″N 32°6′25″E / 51.11583°N 32.10694°E
布爾基夫卡（烏克蘭語：Бурківка）是位於烏克蘭北部切爾尼希夫州裏尼任區的村莊，始建於1100年，面積1.88平方公里，海拔高度127米，2001年人口476，人口密度每平方公里253.73人。